# Knowage
KNOWAGE (nelle versioni precedenti alla 6.x conosciuto come SpagoBI) è la suite per la Business Intelligence interamente open source, supportata dalla comunità europea open source OW2 e gestita da Engineering Ingegneria Informatica.
KNOWAGE permette di combinare dati tradizionali e fonti di dati big/cloud e trasformarli in informazioni significative a supporto dei processi decisionali di business quotidiani e strategici. KNOWAGE copre molteplici aree analitiche della business intelligence, a supporto di sviluppatori e amministratori nello svolgimento delle loro attività quotidiane.
KNOWAGE è open source in quanto distribuito sotto licenza GNU Affero General Public License, la quale protegge la libertà di utilizzare, copiare, modificare, distribuire, studiare, cambiare e migliorare il software, consentendone anche l'utilizzo commerciale.
Il codice sorgente di KNOWAGE è rilasciato su Github e su OW2, che contribuisce allo sviluppo collaborativo di un ecosistema di lunga durata. OW2, un'organizzazione no-profit indipendente, garantisce la disponibilità del codice open source nel tempo.
KNOWAGE è inserito nel catalogo AGID per le pubbliche amministrazioni e nel FIWARE Marketplace tra i FIWARE-ready software enablers.

## Moduli
KNOWAGE ha due moduli principali:
- ENTERPRISE REPORTING, per la produzione e la distribuzione, anche programmata, di Report
- SMART INTELLIGENCE, per analisi interattive, partendo dall'esplorazione dei dati in modalità self-service alla realizzazione di cruscotti avanzati con logica di mash-up

Al modulo SMART INTELLIGENCE, possono essere aggiunte ulteriori funzionalità tramite quattro diversi plug-in:
- LOCATION INTELLIGENCE, per tracciare dati su una mappa o produrre una vista spaziale
- PERFORMANCE MANAGEMENT, per impostare KPI e allarmi,
- CUSTOM ANALYTICS, per incorporare il codice R/Python nell'analisi
- SMART DATA, per l'utilizzo degli indici Solr con viste sfaccettate e ricerca full-text